# Schizotricha jaederholmi
Schizotricha jaederholmi är en nässeldjursart som beskrevs av Peña-Cantero och Vervoort 1996. Schizotricha jaederholmi ingår i släktet Schizotricha och familjen Halopterididae.
Artens utbredningsområde är Södra Ishavet. Inga underarter finns listade i Catalogue of Life.